# Gallirallus philippensis
Gallirallus philippensis là một loài chim trong họ Rallidae.

## Hình ảnh

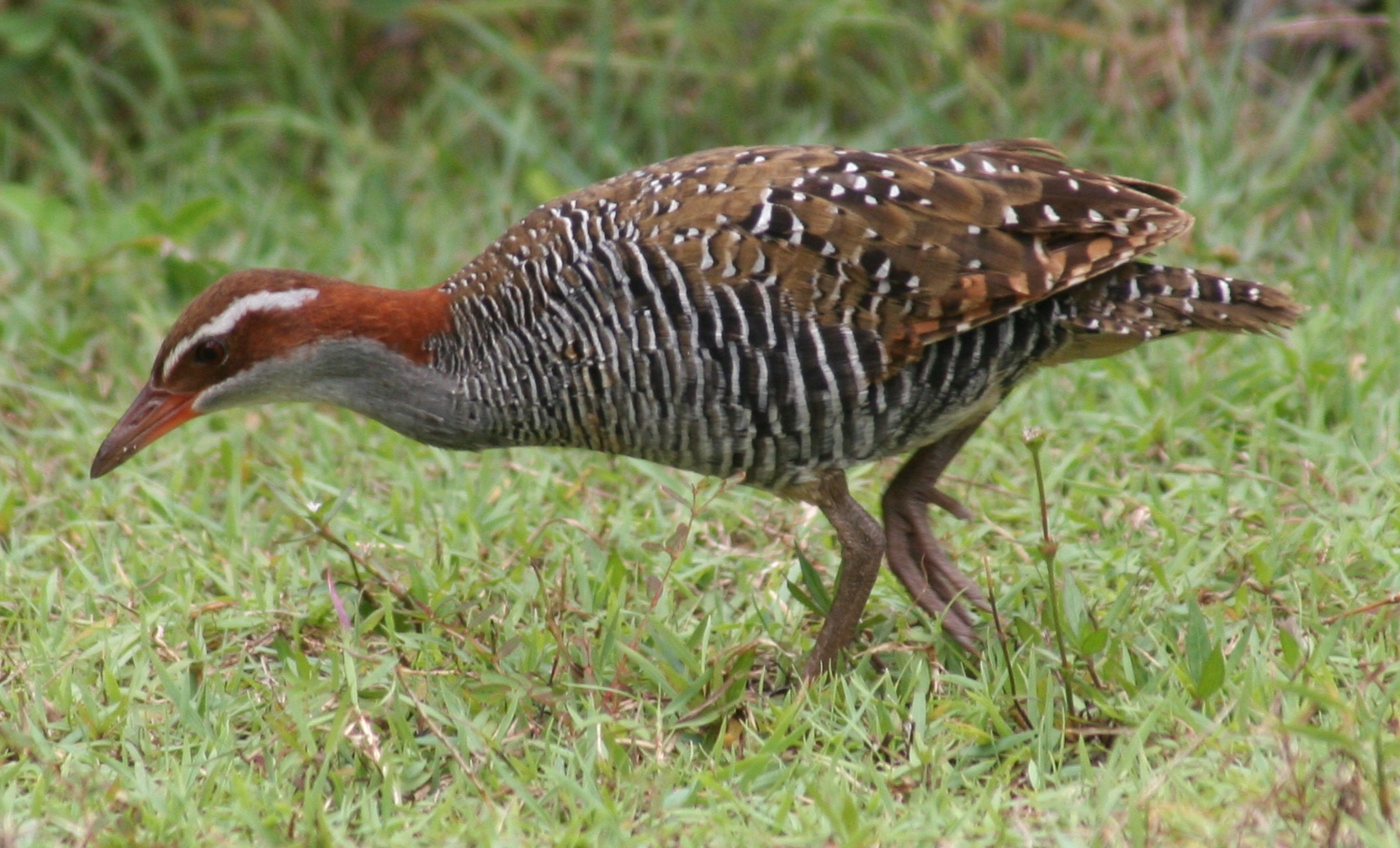
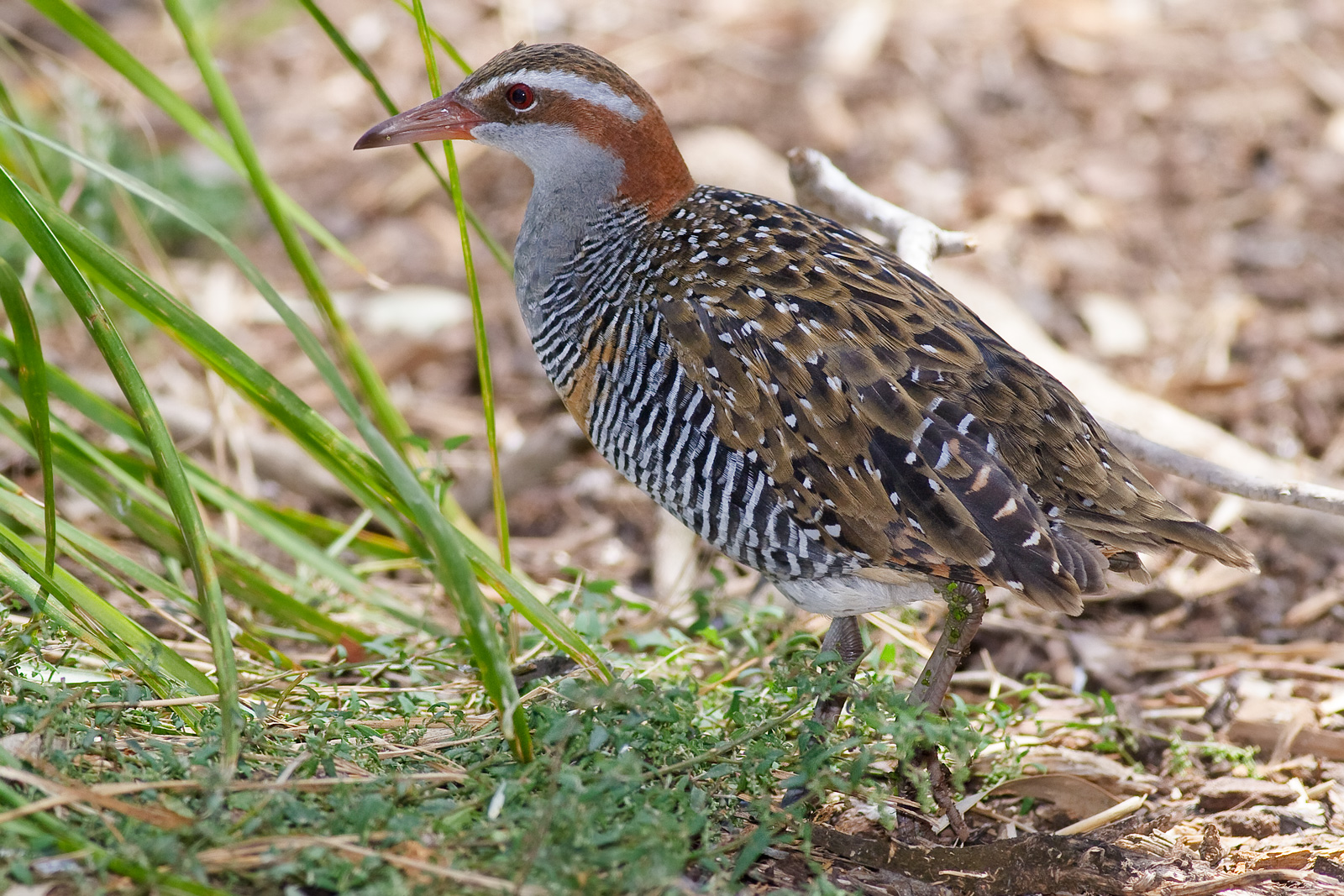
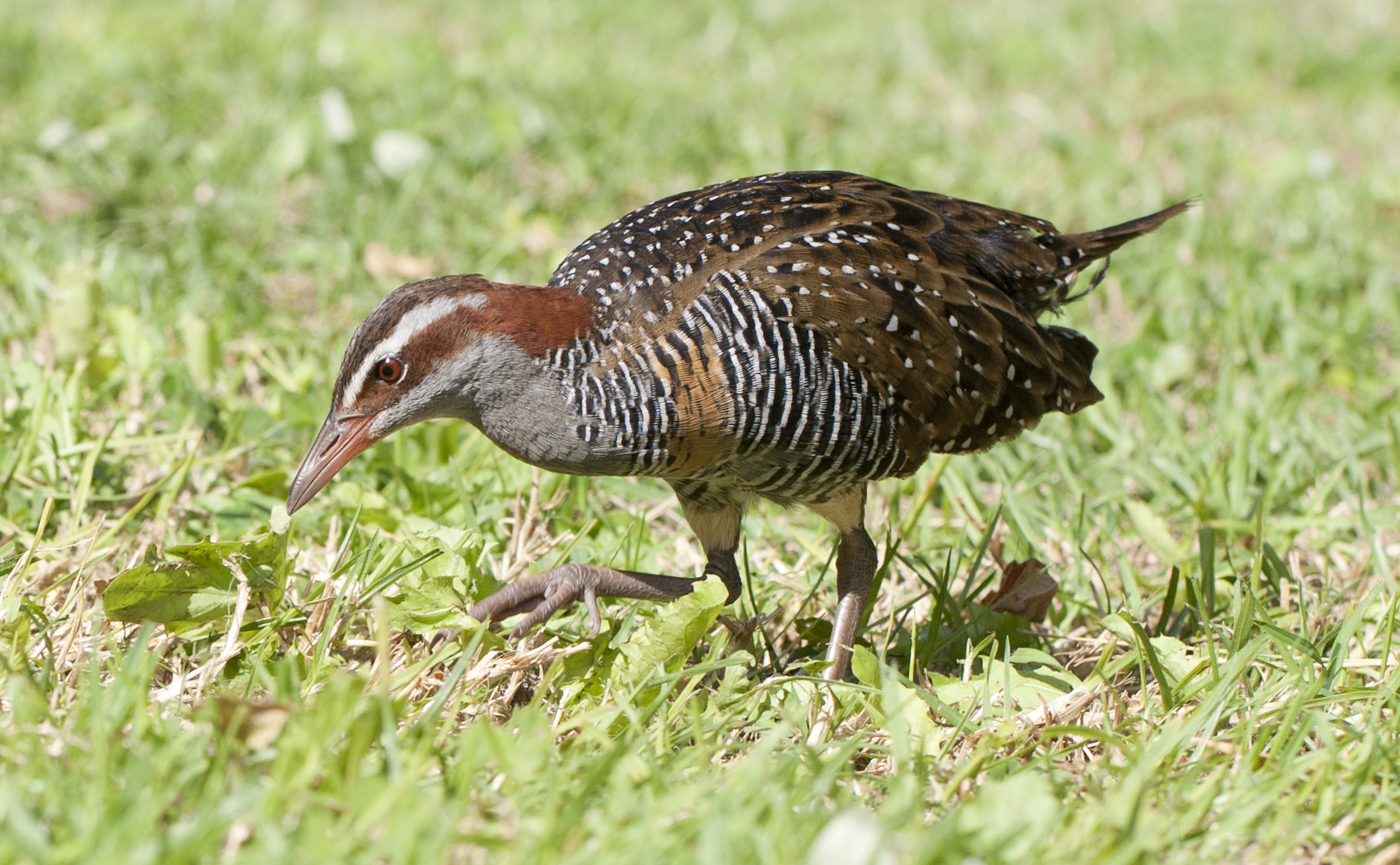
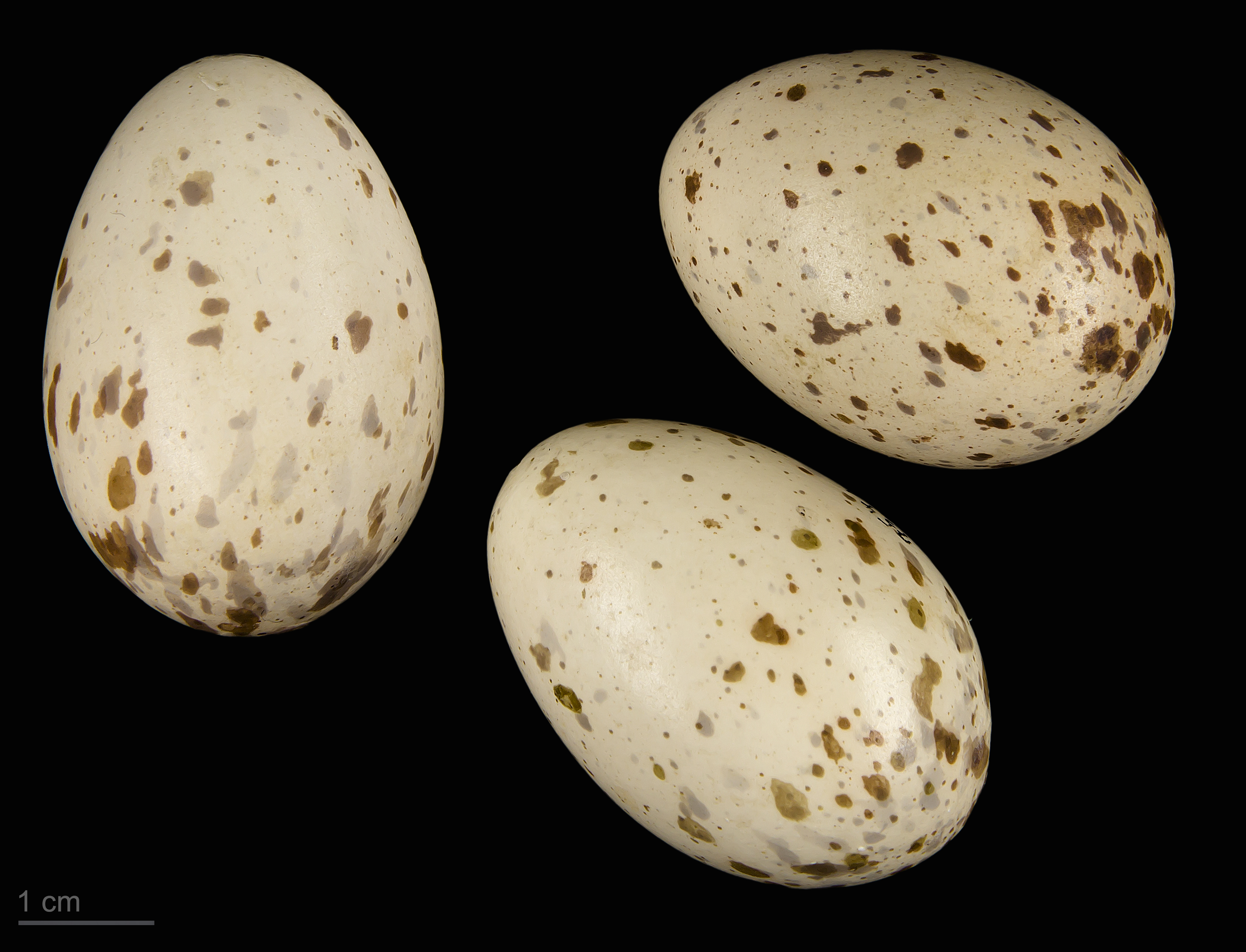
Museum specimen